# Jászvásári egyházmegye
A Jászvásári egyházmegye (latinul: Dioecesis Iasensis, románul: Dieceza Romano-Catolică de Iași) katolikus egyházmegye Romániában, Jászvásár központtal. A Bukaresti főegyházmegye szuffragán egyházmegyéje. 1884-ben jött létre, az 1818-ban alapított Moldvai apostoli helynökség alapjain.

## Terület
Az egyházmegye nyolc megye (Botoșani, Suceava, Iași, Neamț, Vaslui, Bákó, Galați, Vrancea) területét foglalja magába, területe 46 378 km². A lakosság 4,6 százaléka katolikus.

### Szomszédos egyházmegyék
- Gyulafehérvári főegyházmegye (délnyugat)
- Szatmári római katolikus egyházmegye (nyugat)
- Lvivi római katolikus főegyházmegye (északnyugat)
- Chișinăui egyházmegye (kelet)
- Bukaresti főegyházmegye (dél)

## Történelem
A Szereti püspökséget 1370-ben alapították szeretvásári központtal, majd 1434-ben Moldvabányára helyezték, de a törökök a 15. század végén elpusztították.

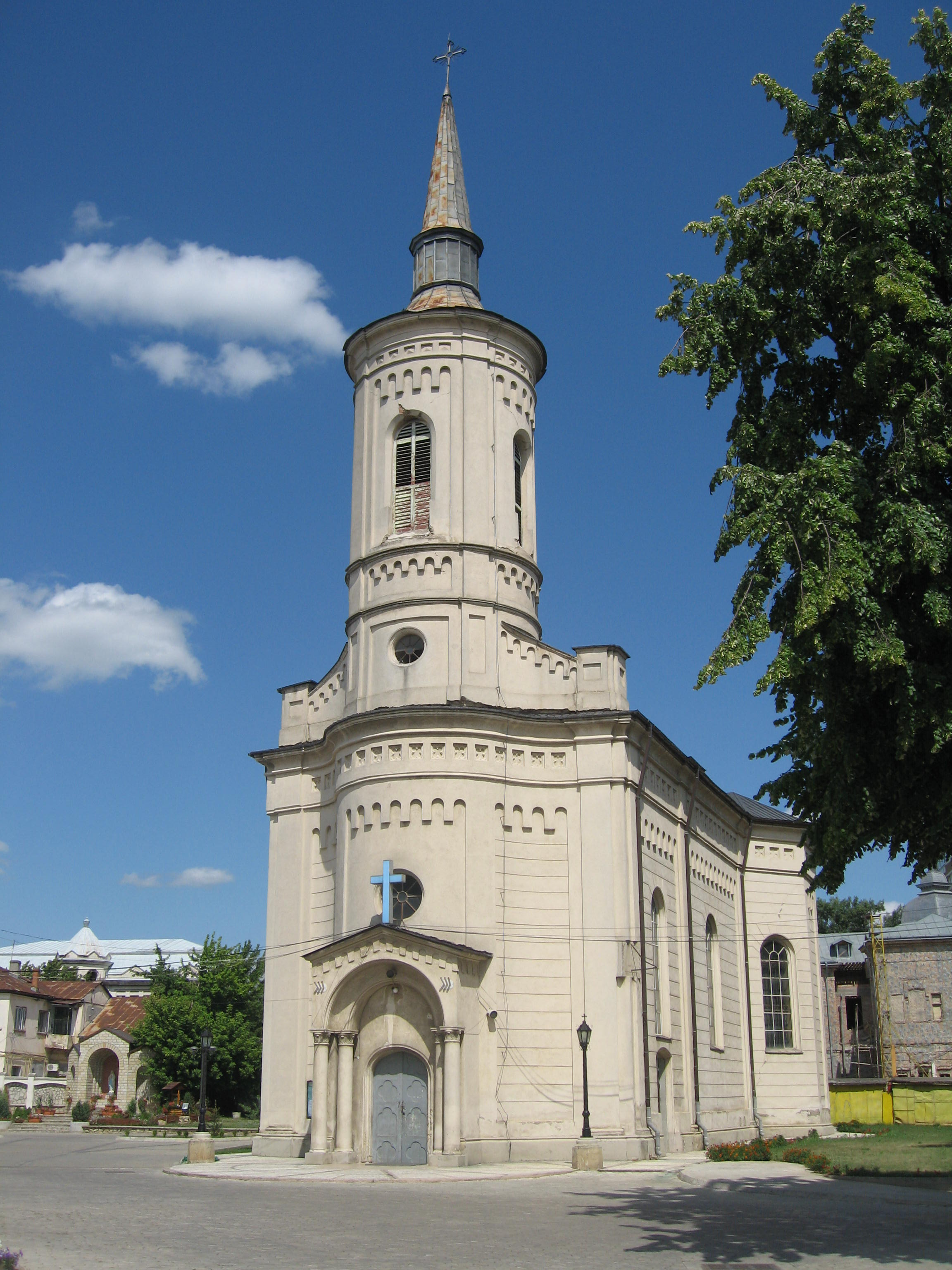
A jászvásári Mária mennybevétele templom

Az 1818-ban alapított Moldvai apostoli helynökséget 1884. június 27-én emelték egyházmegyei rangra Jászvásár székhellyel, Jászvásári egyházmegye néven. Kezdetben közvetlenül a Hitterjesztési Kongregáció alá volt rendelve. Területe Moldva egésze mellett 1930-tól Besszarábiára és Bukovinára is kiterjedt. Székesegyháza egészen 2005-ig a Mária mennybevétele templom volt.
1948-ban a kommunista diktatúra hivatalosan a Bukaresti főegyházmegyébe olvasztotta. Püspökét (a később boldoggá avatott) Anton Durcovicit elhurcolták, börtönben halt meg. 1957-ben bezárták a szemináriumot is. Csak 1978-ban lehetett apostoli adminisztrátort kinevezni az élére Petru Gherghel személyében.
Az 1989-es romániai forradalom után, 1990-ben Petru Gherghel megyéspüspöki kinevezést kapott. A 2000-es évek végétől egy Erdő Péterrel kötött megállapodás alapján rendszeresen küld kispapokat Magyarországra tanulmányi és lelkipásztori célból.
A csángók több mint három évtizeden át küzdöttek a magyar nyelvű vallásgyakorlás lehetőségéért. Ferenc pápa romániai látogatása előtt, 2019 januárjától Gherghel püspök engedélyezte, hogy minden hónap utolsó vasárnapján magyar nyelvű szentmisét mutassanak be a bákói Szent Miklós-templomban, először az egyházmegye történetében. A Szent István Egyesület kérelmére Iosif Păuleț püspök 2024-ben engedélyezte magyar nyelvű szentmisék bemutatását Pusztinán.

## Szervezet

### Az egyházmegyében szolgálatot teljesítő püspökök
- 1884–1894 Nicolae Iosif Camilli(wd) OFMConv
  - 1894–1895 Caietan Liverotti (apostoli adminisztrátor)
- 1895–1903 Dominic Jaquet(wd) OFMConv
  - 1903–1904 Iosif Malinovski (apostoli adminisztrátor)
- 1904–1915 Nicolae Iosif Camilli (érsek-püspök)
  - 1916–1920 Ulderic Cipollone(wd) (apostoli adminisztrátor)
- 1920–1924 Alexandru Cisar(wd)
- 1925–1944 Mihai Robu(wd)
  - 1944–1947 Markus Glaser(wd) (apostoli adminisztrátor)
- 1947–1951 Anton Durcovici(wd) (1949-től börtönben)
  - 1949–1950 Markus Glaser (apostoli adminisztrátor)
  - 1950 Gheorghe Peț (ordinarius substitutus)
  - 1950–1951 Wilhelm Clofanda (ordinarius substitutus)
  - 1951–1977 Petru Pleșca(wd) (ordinarius substitutus, 1965-től címzetes püspök és általános provikárius)
  - 1977–1978 Andrei Gherguț (ordinarius substitutus)
- 1978–2019 Petru Gherghel (apostoli adminisztrátor, 1990-től megyés püspök)
  - 1999–2019 Aurel Percă segédpüspök
- 2019– Iosif Păuleț
  - 2021– Petru Sescu segédpüspök

## Területi beosztás
Az egyházmegye 11 főesperesi kerületre van felosztva.